# 菊地ゆうみ
菊地 ゆうみ（きくち ゆうみ、1984年9月18日 - ）は、日本の女性声優、舞台女優。現在はフリー。東京都出身。A型。身長153cm。
旧芸名は菊地 優見（読みは同じ）。

## 人物
- 4歳から20歳まで劇団ひまわりに所属。2011年12月までぷろだくしょんバオバブに所属していた。
- 吹き替えが主で映画や海外ドラマ、海外アニメが多く、その中でもディズニー作品が一番多い。
- 『ファミリー・ゲーム/双子の天使』、『スーパードール パパが人形に恋をした』、『探偵少女レクシー』と、リンジー・ローハンのスクリーンデビューから三作連続で声を担当した。
- 10代の少女や、天然キャラクター、その内容のカギを握る謎の少女などの役が目立つ。
- よく「美」と書かれ「ゆみ」と呼ばれることが多いため名前を平仮名にしたという理由もある。

## 出演
太字はメインキャラクター。

### テレビドラマ
1994年
- 十時半睡事件帖 第19話「勘当むすこ」（きち）

### テレビアニメ
- ピープとおおきなせかい（ピープ）

1992年
- ともだちでいようね（星クン、リスサン）

2004年
- 小さい潜水艦に恋をしたでかすぎるクジラの話（好恵）

2008年
- CLANNAD 〜AFTER STORY〜（子供）
- テイルズ オブ ジ アビス（幼いネフリー、子供）
- ライブオン カードライバー翔（大空スズメ）

### OVA
1992年
- 眠れぬ夜の小さなお話（星クン、リスサン）

2009年
- 聖闘士星矢 THE LOST CANVAS 冥王神話（アンナ）

2010年
- ときめきメモリアル4 ORIGINAL ANIMATION -始まりのファインダー（水月春奈[1]）

### 劇場版アニメ
- 5等になりたい。（広子）

### ゲーム
2009年
- ときめきメモリアル4（水月春奈）

2010年
- 二ノ国（アリシア〈少女〉）

### 吹き替え
- セイディ my ダイアリー（セイディ・ハーソン）
- ROLL BOUNCE（ソーニャ）
- 親切なクムジャさん（ジェニー）
- Ring Around the Rosie（ウェンディ少女時代）
- 美しき運命の傷痕（セリーヌ少女時代）
- パイレーツ・アイランド 黄金島の秘宝（サラ・レディング）
- サージェント・ペッパー ぼくの友だち（フェリシア）
- ジーン・シモンズのRock School（カミラ）
- FACE（ジン）
- 男が女を愛する時（ジェス）
- フェアリーテイル（エルシー）
- 人生は、奇跡の詩（ローザ）
- ミディアム2 霊能者アリソン・デュボア 第11話（ミンディ）
- リーピング（ローレン）
- クリミナル・マインド FBI行動分析課 第3話（エミリー）
- スターゲイト アトランティス 第7話（少年）
- LOST（アニー）
- ゴースト 〜天国からのささやき（サラ）
- CSI:マイアミ5 第11話（エマ）
- TVキャスター マーフィー・ブラウン（リリー）
- アボンリーへの道 第17話（ドーラ・キース）
- 素晴らしき日々
- GO!GO!ガジェット（ペニー）
- ファミリー・ゲーム/双子の天使（ハリー・パーカー、アニー・ジェームス）
- スーパードール パパが人形に恋をした（ケイシー）
- 探偵少女レクシー（レクシー・ゴールド）
- アラン・ドロンの刑事物語
- HEIDI（ハイジ）
- ベンジャミン・バトン 数奇な人生（キャサリン少女時代）
- 太王四神記
- 恐竜SFドラマ プライミーバル 第2章（テイラー）
- WITHOUT A TRACE/FBI 失踪者を追え!（ソフィー）
- チャームド 〜魔女3姉妹〜シーズン7（ウッディ）
- ギルモア・ガールズ
- ヴィレッジ
- ウィッシュ[2]

### 吹き替え（アニメ）
- アバローのプリンセス エレナ（ソフィア）
- ウィークエンダー（ティッシュ）
- コアラ・ブラザーズ（ジョシー）
- ちいさなプリンセス ソフィア（ソフィア、悪いソフィア）
- TEEN TITANS 第59話ゲスト（メルヴィン）
- ブーンドックス（ジャズミン）
- おしゃれにナンシークランシー（グレース）

### 舞台
- プライベート・ピアノ・シアター（上原ユキ）[青山円形劇場]
- コルチャック先生（フリーダ）[東京グローブ座、旧:大阪近鉄劇場]

### CM
- JOMO 企業CM
- シャープ あざやかペン書院
- 大阪ガス 企業CM